# Xanthia pedinea
Xanthia pedinea är en fjärilsart som beskrevs av Franz Dannehl 1929. Xanthia pedinea ingår i släktet Xanthia och familjen nattflyn. Inga underarter finns listade i Catalogue of Life.